# Canzonetta
La canzonetta era una composizione musicale popolare italiana, che nacque attorno al 1560.  Nelle sue prime forme assomigliava al madrigale, ma con toni più leggeri; solo a partire dal XVIII secolo, specialmente al di fuori dell'Italia, il termine passò ad indicare un brano con accompagnamento, solitamente in stile popolare.

## Le origini
Inizialmente, la canzonetta era in stretta relazione con la villanella, genere musicale di origine napoletana. I brani trattavano vicende del popolo, e generalmente includevano soggetti pastorali, irreverenti o erotici. Gli schemi delle rime e delle strofe variavano, ma includevano sempre una frase molto incisiva alla fine. Tipicamente le prime canzonette erano scritte per tre voci senza accompagnamento, ed evitavano una complessità contrappuntistica, sebbene avessero un ritmo veloce. La canzonetta era divertente da cantare, e ben presto si diffuse rapidamente in tutta Italia, parallelamente al madrigale, con il quale interagì in seguito. I primi libri di canzonette vennero pubblicati da Giovanni Ferretti nel 1567 e Girolamo Conversi nel 1572.
A partire dal 1580, alcuni tra i maggiori compositori di musica secolare in Italia incominciarono a scrivere canzonette, compresi Luca Marenzio e Claudio Monteverdi, che ne diedero le stampe nel 1584; Monteverdi riprese poi la forma delle canzonette nel suo nono ed ultimo libro di madrigali (pubblicato postumo nel 1651). Anche Orazio Vecchi fu un importante compositore di canzonette di quel periodo: le sue spaziavano ampiamente ed alcune includevano una sorta di danza, mentre altre parodiavano ironicamente gli eccessi del madrigale cinquecentesco. Altri compositori ancora, come ad esempio Felice Anerio, ne adattarono lo stile per componimenti religiosi. Sul  finire del XVI secolo la maggior parte delle canzonette andavano da quattro fino a sei voci, ed erano divenute nello stile molto più simili al madrigale rispetto ai brani originari.
Alcuni compositori stranieri che studiarono in Italia importarono la canzonetta nelle rispettive nazioni, come Hans Leo Hassler, che la diffuse in Germania. In Inghilterra la canzonetta  fu introdotta nel tardo Cinquecento.  Molti componimenti della English Madrigal School furono definite canzonette, e sebbene Thomas Morley le descrivesse specificamente come una forma più leggera di madrigale, le canzonette inglesi erano quasi indistinguibili dai madrigali:  erano infatti più lunghe e complesse di quelle italiane.

## Sviluppi successivi
Durante il Seicento, altri compositori continuarono a produrre canzonette, ma la forma passò gradualmente dal genere madrigale e a cappella ad uno molto più simile alla monodia e alla cantata. Alla fine la canzonetta divenne un brano ad una voce con accompagnamento. Un esempio di quest'ulteriore trasformazione è dato dal quintetto per voce e pianoforte di Joseph Haydn, scritto nel 1794.
A volte il termine "canzonetta" è usato dai compositori per designare un brano strumentale che si avvicina molto ad una canzone. Un noto esempio è fornito dal movimento lento del Concerto per violino e orchestra di Čajkovskij.

## Compositori illustri di canzonette
- Giacomo da Lentini
- Claudio Monteverdi
- Lodovico Grossi da Viadana
- Felice Anerio
- Adriano Banchieri
- Luca Marenzio
- Pietro Cerone
- Orazio Vecchi
- Giovanni Maria Artusi
- Hans Leo Hassler
- Giovanni Maria Nanino
- Francesca Caccini
- Salamone Rossi
- Hans Leo Hassler
- Joseph Haydn